# کمیته هماهنگی دانشجویان علیه خشونت
کمیته هماهنگی دانشجویان علیه خشونت (انگلیسی: Student Nonviolent Coordinating Committee) یکی از مهم‌ترین سازمان‌های جنبش حقوق مدنی در دهه ۱۹۶۰ بود.

## تأسیس و فعالیت

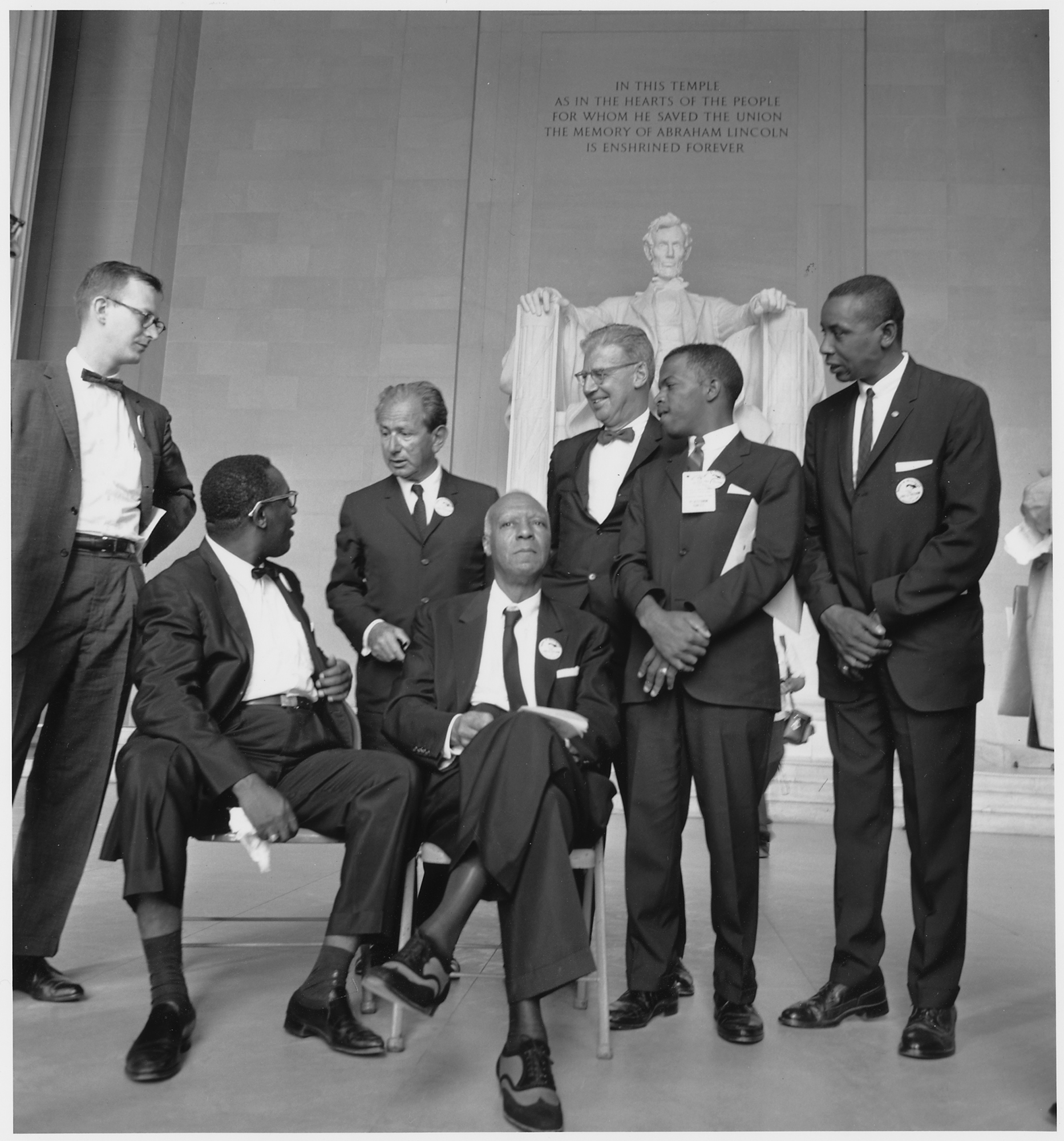
جان لویس نماینده SNCC در راهپیمایی حقوق مدنی در واشینگتن در سال ۱۹۶۳

سازمان SNCC از یک جلسه دانشجویی که توسط الا بیکر در دانشگاه در آوریل همان سال برگزار شده بود ظهور پیدا کرد. این کمیته به یک سازمان بزرگ با حامیان بسیاری در شمال تبدیل شد که کمک مالی برای حمایت از کار این سازمان در جنوب جمع می‌کرد. بسیاری از داوطلبان نیز بدون حقوق با این سازمان در پروژه‌هایی در می‌سی‌سی‌پی، آلاباما، جورجیا، آرکانزاس و مریلند مشغول به کار بودند.
این سازمان در سالهای ۱۹۶۳ نقش مهمی در اعتصاب‌ها و جنبش سواران آزادی ایفا کرد. در راهپیمایی واشینگتن - می‌سی‌سی‌پی در سال ۱۹۶۳ نقش رهبری داشت. SNCC نقش عمده ای در زمینه حق رای شهروندان در سراسر جنوب ایالات متحده به ویژه در جورجیا، آلاباما و می‌سی‌سی‌پی داشت. آخرین مبارزه این سازمان در هم شکستن غل و زنجیرهای روانی بود که سیاهپوستان جنوب آمریکا را در غل و زنجیر روانی و فیزیکی و اجبار به اعمال شاقه نگه داشته بود.
این سازمان کمک کرد که این حصارها برای همیشه در هم بشکند. آنها نشان دادند که زنان و مردان جوان می‌توانند وظایف فوق‌العاده ای ایفا کنند. بعدها در دهه ۱۹۶۰ و با کمک رهبری استوکلی کارمایکل، SNCC تمرکز فعالیت خود را بر قدرت سیاه‌پوستان و سپس اعتراض علیه جنگ ویتنام قرار داد. سپس این سازمان نام خود را به کمیته هماهنگی دانشجویان تغییر داد که بیانگر گسترش استراتژی و هدف درازمدت آنها باشد.